# Hypotetisk-deduktiv metode
Den hypotetisk-deduktive metode eller model er en videnskabelig metode, hvor en hypotese efterprøves ved eksperimentering. Målet er at vurdere, hvorvidt hypotesen holder eller ej. Forskellige hypoteser kan ligeledes sammenlignes indbyrdes på basis af, hvor godt de eftervises i eksperimentet. Den hypotetisk-deduktive metode tilhører empirismen.[kilde mangler]  Bemærk, at denne fremgangsmåde i de fleste tilfælde ikke endegyldigt kan bevise eller modbevise at en hypotese holder – men kun sandsynliggøre den.

## Proces
Først formuleres en hypotese på basis af formodninger og eksisterende viden. Hypotesen skal kunne formuleres sådan, at den kan forudsige et eksperiment med en givet nøjagtighed. Karl Popper stiller det krav til en fremsat teori, førend den kan regnes for videnskabelig, at det skal være muligt at angive betingelser for, hvordan den principielt kan vises at være fejlagtig. Popper omtaler dette som falsificerbarhed. Dernæst udføres et eksperiment hvorved man opnår måledata. Til sidst analyseres måledata og man vurderer, i hvor stor grad hypotesen passer til måledata. Hvis der eksisterer en sammenhæng, kan man konstatere, at dette eksperiment påviser, at hypotesen kan holde. Omvendt er det muligt både for eksperimentet at fejle, selvom hypotesen er stærk, enten som resultat af eksperimentfejl eller fordi hypotesen alligevel ikke gælder.[kilde mangler]
At vise at en hypotese holder er stadig baseret på antagelsen, at ens eksperiment er repræsentativt for alle fænomener, som hypotesen udtaler sig om. Når en hypotese accepteres, er det muligt at bruge den som antagelse i nye hypoteser, også selvom man senere kan vise, at den oprindelige hypotese ikke er komplet tilfredsstillende. Hvis den oprindelige hypotese hverken kan eftervises eller udelukkes, kan man enten udføre eksperimentet igen eller ændre enten hypotesen eller eksperimentet. Et eksempel på en mængde af hypoteser, som har stor indflydelse, efter at man har vist, at de ikke er universelle, er Newtons love, som ved senere eksperimenter har vist sig ikke at gælde ved meget små skala og ved meget høje hastigheder. I dette eksempel kan man ændre hypotesen til, at Newtons love i stedet er approksimationer og at der er faktorer, som viser sig ved meget små skala og ved meget høje hastigheder, som skal forklares på anden vis.[kilde mangler]

## Kritik
Carl Hempel kritiserede den hypotetisk-deduktive metode fordi man deducerer (udleder) på basis af empirisk data snarere end aksiomer.[kilde mangler]